# مطبخ آشوري/سرياني/كلداني

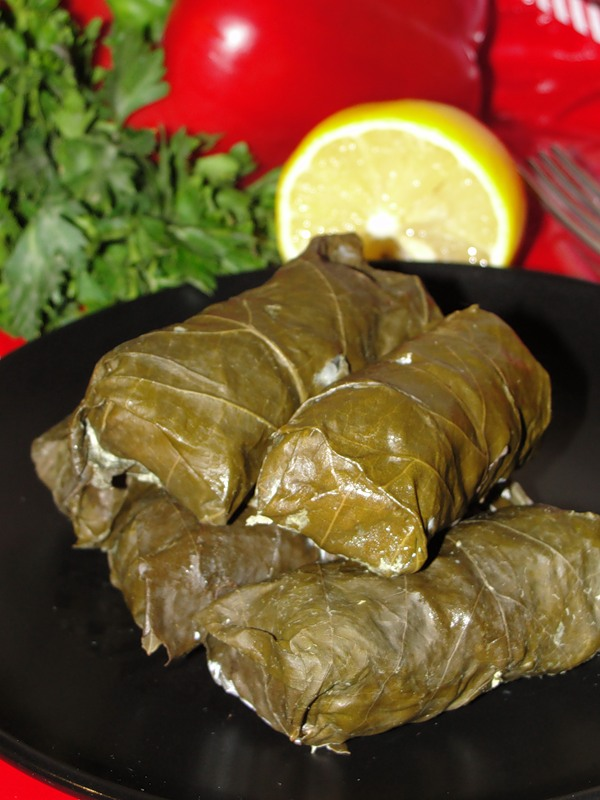
ورق العنب، وهي من المأكولات المشهورة في المطبخ الآشوري/السرياني/الكلداني.

يتألف المطبخ الآشوري/السرياني/الكلداني من مجموعة واسعة من الأطعمة التي يعدها الآشوريون/السريان/الكلدان في تركيا وإيران والعراق وسوريا أو في أي مكان في العالم في المهجر. يشبه هذا المطبخ المأكولات الشرق أوسطية الأخرى مثل المطبخ التركي والمطبخ الشامي والعراقي والأرمني ووالإيراني، حيث تشبه معظم الأطباق الآشوريَّة مأكولات وأطباق المنطقة التي يعيش فيها الشعب الآشوري/السرياني/الكلداني.
المطبخ الآشوري/السرياني/الكلداني غني في الحبوب واللحوم والطماطم، والبطاطس. عادًة ما يتم تقديم الأرز مع كل وجبة مصحوبة بالحساء الذي يسفك عادة فوق الأرز. وعادة ما يتم شرب الشاي في جميع الأوقات من اليوم مصاحبًا مع وجبات الطعام، أو كمشروب الاجتماعي. يتشابه هذا المطبخ مع نمط الأطعمة والمأكولات التي تنتشر في المحيط في الشرق الأوسط، ومنها الشاورما والشيش برك وتعتبر الكبة، والورق دوالي، والكباب من أشهر مأكولات المطبخ الآشوري/السرياني/الكلداني والتي تعتمد على اللحم بشكل أساسي، هناك المحاشي بأنواعها المختلفة أيضًا تعتمد على اللحم. أما الأطعمة التي لا تعتمد على اللحوم جزئيًا أو كليًا والتي تؤكل بشكل خاص في أيام الصوم الكبير، فهي بدورها تقدم عادة ضمن الفطور، يمكن أن يذكر من ضمنها الفتة والفلافل والفول والحمص والبوريك، ولعلّ الفتوش والتبولة. أما الحلويات، فهي تقسم بين ما هو معروف باسم الحلو العربي كالكنافة، والقطايف، والعصيدة، والزلابية وراحة حلقوم.
على خلاف المجتمعات الإسلامية واليهودية في الشرق الأوسط يتضمن مأكولات المطبخ الآشوري/السرياني/الكلداني لحم الخنزير إذ لا توجد لدى أغلبية الطوائف المسيحية موانع بأكله. تتمتع الكبة بجانب ديني لدى المسيحيين في يوم الجمعة العظيمة أو جمعة الآلام، إذ يحضر هذا الطبق بشكل ملحوظ على موائد الطوائف السريانية التي تسميه الكبة الحزينة، وذلك اعتبارًا للقصة التي تقول إن المسيحيين أعدوا هذه الأكلة لإيهام المضطهدين الذين كانوا يجبرونهم على أكل اللحم في أثناء صيامهم بأنهم انصاعوا لأوامرهم وأبطلوا صيامهم، إذ كان شكلها الخارجي يشبه اللحم بطبيعته، رغم أن الكنيسة لا تعتبر هذه العادة سوى تقليد شعبي.